# Kościół św. Jana Chrzciciela w Rdutowie Nowym
Kościół świętego Jana Chrzciciela w Rdutowie Nowym – rzymskokatolicki kościół parafialny należący do parafii św. Jana Chrzciciela w Rdutowie (dekanat Krośniewice diecezji łowickiej).
Obecna murowana świątynia, istniejąca do dziś, w 1800 roku została ufundowana i wybudowana przez właściciela dóbr Bomyczyny, Tomasza z Drozdowa Byszewskiego, który zadedykował ją św. Janowi Chrzcicielowi. Budowla została konsekrowana w 1827 roku przez biskupa sufragana płockiego Konstantego Wincentego Plejewskiego. W latach 1871–1872 po raz pierwszy świątynia została odrestaurowana przez księdza proboszcza Franciszka Kuśmierskiego. W latach 1941–1945 kościół był nieczynny na mocy decyzji niemieckich władz okupacyjnych. Dopiero w 1945 roku przywrócono w nim odprawianie nabożeństw. W latach 1980–1983 świątynia została gruntownie wyremontowana przez księdza proboszcza Mirosława Piszczatowskiego.
Kościół został wzniesiony w stylu klasycystycznym, jest to jednonawowa budowla z przylegającymi do prezbiterium zakrystiami. Przed ścianą frontową wysunięty jest rozczłonkowany pilastrami ryzalit, zakończony trójkątnym szczytem, za którym znajduje się czworokątna wieża. W prezbiterium jest umieszczony ołtarz główny wykonany w 1862 roku. W jego retabulum znajduje się obraz Maryi z Dzieciątkiem, zasuwany obrazem Trójcy Świętej. Przy ścianie tęczowej usytuowane są klasycystyczno-barokowe ołtarze boczne powstałe w 1800 roku. W lewym znajdują się obrazy św. Jana Chrzciciela i św. Kazimierza, z kolei w prawym – jest umieszczony otoczony srebrnymi wotami krucyfiks z Ukrzyżowanym Panem Jezusem i obraz Matki Bożej Bolesnej. Przy ścianie bocznej podwieszona jest ambona ozdobiona figurą Jezusa Zmartwychwstałego w zakończeniu baldachimu.